# 지르코늄
지르코늄(←영어: Zirconium 저코니엄[*],문화어: 지르코니움←독일어: Zirkonium 치르코니움[*])은 화학 원소로 기호는 Zr(←라틴어: Zirconium 지르코니움[*]), 원자 번호는 40이다. 광택이 있는 회백색의 단단한 전이 금속으로 타이타늄과 비슷하다. 지르코늄은 주로 지르콘으로 산출되며 부식에 대한 저항이 강하다. 부식에 강하고 중성자 단면적이 작은 특징 때문에 원자로를 만드는 데 주로 쓰인다. 산화 지르코늄(ZrO2)은 모조 다이아몬드, 모조 치아, 광커넥터 페룰로 사용된다. 자연에는 총 5가지의 동위 원소가 존재하는데 이 중 3가지는 안정하며, 지르코늄 화합물은 생물학적 역할이 없는 것으로 알려져 있다.

## 특성
지르코늄은 광택이 있는 회백색의 연성과 전성이 뛰어난 무른 전이 금속으로, 실온에서 고체로 존재한다. 불순물이 첨가되면 매우 단단해지고 부서지기 쉬워진다. 분말 형태의 지르코늄은 스스로 발화하기 쉽지만 고체 덩어리 형태로는 잘 연소되지 않는다. 지르코늄은 산, 염기, 염을 포함한 물 등에 잘 부식되지 않지만 염산, 황산 등에는 녹기도 한다. 아연과의 합금은 35K 이하에서 자성을 띤다.
지르코늄의 녹는점은 1855°C, 끓는점은 4371°C로 매우 높으며, 전기음성도는 1.33이다. d-구역에 속하는 원소들 중에서 이트륨, 루테튬, 하프늄에 이어 네 번째로 전기음성도가 낮은 원소이다. 실온에서는 육방정계 구조를 갖는 α-지르코늄 형태로 존재하나, 863°C 이상으로 가열하면 체심 입방정계 구조를 갖는 β-지르코늄 형태로 전환된다.

## 동위 원소
지르코늄은 자연에서 다섯 종류의 동위 원소가 존재한다. 이들 중 90Zr, 91Zr, 92Zr은 안정하며, 90Zr은 이들 중 존재 비율이 51.45%로 가장 높다. 94Zr은 1.10×1017년 이상의 반감기를 거쳐 이중 베타 붕괴한다. 96Zr은 2.4×1019년 이상의 반감기를 거쳐 붕괴하며, 지르코늄의 방사성 동위 원소 중 가장 긴 반감기를 가지므로 사실상 안정한 동위 원소로 분류되기도 한다. 이들 외에 원자량 78에서 110 사이에 총 28종류의 지르코늄 동위 원소가 인공적으로 합성되었으며, 이들 중 반감기가 가장 긴 것은 93Zr로 반감기가 1.53×106년이다. 다섯 종류의 준안정한 동위 원소도 관찰되었다.

## 존재
지르코늄은 지각에 130ppm, 해수에 0.026μg/L 정도 포함되어 있다. 자연에서는 순수한 형태로 발견되지 않으며 자연에서는 규산염 광물인 지르콘 형태로 발견된다. 이러한 광석은 티타늄을 포함한 광석들을 채굴하거나 제련하는 과정에서 발견되며, 주로 호주, 브라질, 인도, 러시아, 남아프리카 공화국, 미국 등지에 분포되어 있다. 특히 호주와 남아프리카 공화국에서 전 세계 생산량의 80% 정도를 생산하는데 이외에도 세계 각지에 소량 매장되어 있다.
우주에서는 S형 별에서 풍부하게 포함되어 있으며 태양계 내에서는 태양과 운석들에서 발견되었다. 또, 아폴로 우주선들을 통해 수집한 달의 암석들에는 지구의 암석보다 더 높은 함량의 지르코늄 산화물이 포함되어 있었다.

## 역사
1789년 독일 화학자 마르틴 하인리히 클라프로트가 지르코늄이 새로운 원소라는 것을 발견하였다. 그는 실론섬(오늘날 스리랑카 지역)에서 채취한 지르콘 광석을 분석하던 중 이러한 사실을 알아내었다. 이후 1808년 영국의 험프리 데이비는 전기분해를 통해 순수한 지르코늄을 얻으려 했지만 실패했고, 1824년 베르셀리우스가 불순물이 섞인 형태로 분리하였다. 이듬해에는 두 명의 네덜란드 화학자가 실용적으로 순수한 지르코늄을 분리하는 방법을 개발하였다. 이러한 방법은 1945년 사염화 지르코늄을 마그네슘으로 환원시켜 순수한 지르코늄을 얻는 크롤 공정이 개발되기 전까지 널리 사용되었다. 크롤 공정의 화학식은 아래와 같다.

ZrCl4 + 2Mg → Zr + 2MgCl2

## 용도
- 산화 지르코늄은 모조 다이아몬드의 일종인 큐빅 등의 각종 보석, 모조 치아, 광커넥터 페룰 등으로 사용된다.
- 전 세계 지르코늄 생산량의 1% 정도는 핵연료를 생산할 때 피복에 사용된다. 지르코늄 합금은 부식에 강하고 중성자 단면적이 작아 이러한 용도로 적합하다. 그러나 900도 이상의 고온에서 물과 반응하여 수소 기체를 발생시키는 단점이 있어 수소폭발의 위험이 존재한다. 1979년 미국 스리마일섬 원자력 발전소 사고에서도 이러한 수소폭발로 인해 자칫 대형사고가 발생할 뻔 했으며, 2011년 3월 11일 동일본 대지진으로 인해 손상된 일본의 후쿠시마 제1 원자력 발전소의 1,2,3호기에서는 이러한 수소폭발로 인해 세슘-137등이 누출되기도 하였다. 이러한 폭발을 막기 위해서 대부분의 가압수형 경수로에서는 발생한 수소를 실온에서 빠르게 연소시켜 물로 바꾸는 장치를 보유하고 있다.
- 항공우주공학 분야에서는 지르코늄 합금이나 산화물이 열에 대한 저항성을 이용해 우주선의 부품이나 연마재에 사용하기도 한다. 또, 직접 고온에 노출되는 연소실, 날개, 엔진 등에는 얇은 세라믹 층을 씌워야 하는데 여기에도 지르코늄 또는 이트륨 화합물이 사용된다.
- 병원이나 가속물리학 실험실 등에서 사용하는 양전자 방출 단층촬영(PET)은 지르코늄의 방사성 동위 원소인 89Zr이 양전자를 방출한다는 점을 이용한 것이다.

## 주의사항
지르코늄은 생명체 내에서 알려진 역할은 없으나 인체에는 평균적으로 250mg 정도 포함되어 있으며, 각종 식품에도 소량 함유되어 있다. 일상에서는 일부 제품이나 수돗물 정화에도 사용되기도 한다.
한편, 단시간 내에 지르코늄 분말에 다량 노출되는 것은 눈, 피부, 호흡기에 자극을 줄 수 있으며 진폐증을 유발할 수 있다. 그러나 산업 현장에서는 지르코늄으로 인해 재해가 발생하는 경우는 드물거나 잘 알려지지 않았기 때문에 건강 위험 요소로 분류되지는 않는다.